# Джон Малкович
Джон Гавин Малкович (на английски: John Gavin Malkovich) е американски киноактьор, продуцент и режисьор от хърватски произход, носител на награда „Еми“ и номиниран за „Сателит“, БАФТА, две награди „Сатурн“, две награди „Оскар“ и три награди „Златен глобус“. Известни филми с негово участие са „Място в сърцето“, „Империята на Слънцето“, „Опасни връзки“, „Под прицел“, „Желязната маска“, „Развратникът“, „Ерагон“, „Бесни страшни пенсии“ и други.

## Биография
Джон Малкович е роден на 9 декември 1953 г. в Кристофър, Илинойс. Предците му по бащина линия са хървати от Озал. В детските си години Малкович е бил пълничък, но до влизането си в гимназията влиза в норма и дори става спортист. Записва се в Илинойския държавен университет с интерес към екологията.
През 1976 година става един от основателите на чикагския театър „Степенулф“. Мести се в Ню Йорк през 1983 и се появява в пиесата „True West“. Играе на Бродуей с Дъстин Хофман в „Death of a Salesman“ (1984). За тази роля получава награда Еми, когато пиесата става телевизионен филм. Дебютира в киното с филма „Място в сърцето“ (1984), за който е номиниран за Оскар за най-добра мъжка второстепенна роля. Отново получава номинация за Оскар през 1994 година за ролята си във филма „Под прицел“ (1993), отново в същата категория.
През 2000 г. е създаден филмът „Клетниците“, в който той участва в ролята на Жавер – полицейски инспектор и бивш надзирател от каторгата.
Въпреки че играе главната роля в „Да бъдеш Джон Малкович“ по сценарий на Чарли Кауфман, Малкович изиграва лека вариация на себе си, което личи по презимето на героя му („Хорацио“). Дебютира като режисьор с филма „The Dancer Upstairs“ (2002).
Малкович дълги години живее във Франция, но обяви, че преустановява френското си поданство. Той и приятелката му Николете Пейран имат две деца – Амандин и Лоуи.
Актьорът предизвиква спорове във Великобритания през 2002 година, след като заявява, че има желание да застреля журналиста Робърт Фиск и политика Джордж Галоуей, които са обвинени в симпатизиране на ислямския тероризъм.
На 4 април 2005 година Малкович произнася реч в Илинойския държавен университет и получава диплома по театрално изкуство.
На 7 ноември 2024 г. в Народния театър „Иван Вазов“ се състои премиерата на постановката „Оръжията и човекът“ от Бърнард Шоу, режисирана от Малкович. Пиесата предизвиква организирани протести от крайно десни организации, които са несъгласни с начина, по който са представени българите и събитията от Сръбско-българската война през 1885 г. 
Според самия Малкович пиесата е с антивоенна насоченост. Според него „За оръжията и човекът“ е сатирична комедия, осмиваща идеализираната любов и безсмислието на войната, а не българския народ.

## Частична филмография
- „Място в сърцето“ (1984)
- „Полетата на смъртта“ (1984)
- „Смъртта на търговския пътник“ (1985)
- „Елени“ (1985)
- „Стъклената менажерия“ (1987)
- „Империята на Слънцето“ (1987)
- „Опасни връзки“ (1988)
- „Чай в пустинята“ (1990)
- „Сенки и мъгла“ (1991)
- „За мишките и хората“ (1992)
- „Дженифър 8“ (1992)
- „Под прицел“ (1993)
- „Сърцето на мрака“ (1994)
- „Отвъд облаците“ (1995)
- „Мери Райли“ (1996)
- „Водопадите Мълхоланд“ (1996)
- „Въздушен конвой“ (1997)
- „Желязната маска“ (1998)
- „Комарджии“ (1998)
- „Преоткрито време“ (1999)
- „Да бъдеш Джон Малкович“ (1999)
- „Жана д'Арк“ (1999)
- „Клетниците“ (2000)
- „Силни души“ (2001)
- „Рекетьори“ (2001)
- „Играта на Рипли“ (2002)
- „Джони Инглиш“ (2003)
- „Развратникът“ (2004)
- „Пътеводител на галактическия стопаджия“ (2005)
- „Поверително от училището за изкуства“ (2006)
- „Ерагон“ (2006)
- „Беоулф“ (2007)
- „Изгори след прочитане“ (2008)
- „Бесни страшни пенсии“ (2010)
- „Бесни страшни пенсии 2“ (2013)
- „Deepwater Horizon: Море в пламъци“ (2016)